# Новий Амзібаш
Новий Амзіба́ш (рос. Новый Амзибаш, башк. Яңы Әмзебаш) — присілок у складі Калтасинського району Башкортостану, Росія. Входить до складу Амзібашівської сільської ради.
Населення — 11 осіб (2010; 16 у 2002).
Національний склад:
- марійці — 100 %